# Martin Saska
Martin Saska (* 1980) je vědeckým pracovníkem na Českém vysokém učení technickém (ČVUT) v Praze v oboru robotiky a autonomních systémů. Patří mezi přední české odborníky na vývoj autonomních dronů.

## Život
Martin Saska získal magisterský titul na ČVUT v Praze v roce 2005 a doktorský titul na univerzitě Julia Maxmiliána v německém Würzburku v rámci doktorského programu Elite Network of Bavaria v roce 2009. Od roku 2009 působí jako vědecký pracovník na ČVUT v Praze, kde založil a vede laboratoř výzkumné skupiny Multirobotických systémů na Katedře kybernetiky Fakulty elektrotechnické. Spoluzaložil Centrum robotiky a autonomních systémů s více než 70 výzkumníky spolupracujícími v oblasti robotiky. V roce 2008 byl hostujícím vědeckým pracovníkem na Universitě Illinois v Urbana Champaign v USA, a v letech 2012, 2014 a 2016 na Pensylvánské univerzitě v USA, kde spolupracoval se skupinou Vijaye Kumara v rámci laboratoře GRASP. Je autorem nebo spoluautorem mnoha publikací na recenzovaných konferencích s několika oceněními za nejlepší příspěvek a v impaktovaných časopisech, včetně The International Journal of Robotics Research nakladatelství SAGE Publications, Autonomous Robots nakladatelství Springer nebo Journal of Field Robotics nakladatelství Wiley. Jeho tým vyhrál několik robotických výzev v soutěžích Mohamed Bin Zayed International Robotics Challenge (MBZIRC 2017, MBZIRC 2020) a DARPA.

## Dílo
Martin Saska je autorem a spoluautorem více než 150 vědeckých prací a článků.
Vybrané články z impaktovaných časopisů:
- SASKA, Martin; VONÁSEK, Vojtěch; KRAJNÍK, Tomáš. Coordination and navigation of heterogeneous MAV–UGV formations localized by a ‘hawk-eye’-like approach under a model predictive control scheme. The International Journal of Robotics Research. 2014-09, roč. 33, čís. 10, s. 1393–1412. Dostupné online [cit. 2024-05-01]. ISSN 0278-3649. doi:10.1177/0278364914530482. (anglicky)
- SASKA, Martin; SPURNÝ, Vojtěch; VONÁSEK, Vojtěch. Predictive control and stabilization of nonholonomic formations with integrated spline-path planning. Robotics and Autonomous Systems. Elsevier, 2016-01, roč. 75, část B, s. 379–397. Dostupné online [cit. 2024-05-01]. doi:10.1016/j.robot.2015.09.004. (anglicky)
- SASKA, Martin; BACA, Tomas; THOMAS, Justin. System for deployment of groups of unmanned micro aerial vehicles in GPS-denied environments using onboard visual relative localization. Autonomous Robots. Springer, 2017-04, roč. 41, čís. 4, s. 919–944. https://core.ac.uk/reader/42585470 Dostupné online [cit. 2024-05-01]. ISSN 0929-5593. doi:10.1007/s10514-016-9567-z. (anglicky)

## Ocenění
- 1. místo v soutěži DARPA Subterranean Challenge Tunnel Circuit - samofinancované týmy - vedoucí týmu UAV[18]
- 1. cena v soutěži DARPA Subterranean Challenge Urban Circuit - samofinancované týmy - vedoucí týmu UAV[18]
- 2. cena v DARPA Subterranean Challenge finále virtuální soutěže (mezi všemi týmy) - vedoucí týmu UAV[18]
- 1. cena v soutěži MBZIRC 2020 (mezi velkými výzvami)[19][17]
- 1. cena v soutěži MBZIRC 2020 (2. výzva)[19][17]
- 2. cena v soutěži MBZIRC 2020 (1. výzva)[19][17]
- 1. cena v soutěži MBZIRC 2017 (3. výzva)[19][14]
- 2. cena v soutěži MBZIRC 2017 (1. výzva)[14]
- 3. cena v soutěži MBZIRC 2017 (velká výzva)[14]
- ICRA 2008 - ocenění Best Paper Award čestný finalista (první autor)[20]